# Маралиха (приток Зелёнки)
Маралиха — река в России, протекает по Усть-Коксинскому району Республики Алтай. Устье реки находится в 24 км от устья Зелёнки по левому берегу. Длина реки составляет 15 км.

## Данные водного реестра
По данным государственного водного реестра России относится к Верхнеобскому бассейновому округу, водохозяйственный участок реки — Катунь, речной подбассейн реки — Бия и Катунь. Речной бассейн реки — (Верхняя) Обь до впадения Иртыша.